# Thylamys pusilla
La  marmosa común o comadreja enana  (Thylamys pusilla) es una especie de marsupial didelfimorfo de la familia Didelphidae. Es propia de Argentina, Bolivia, Brasil y Paraguay.